# スオウ
スオウ（蘇芳、蘇方、蘇枋）は、マメ科ジャケツイバラ亜科の小高木。インド、マレー諸島原産でビルマから台湾南部にも分布し、染料植物として利用される。

## 名称
種小名 sappan 、英名 sappan (wood) は、マレー語の sapang に由来する。漢名・和名（歴史的仮名遣いではスハウ、拼音: sūfāng）も同じ系統の言葉である。
心材は蘇木（ソボク、スボク）、蘇方木（スオウボク）と呼ばれる。

## 特徴
花は黄色、5花弁、円錐花序。枝に棘がある。成長すると樹高は5メートルほどに達する。

## 利用

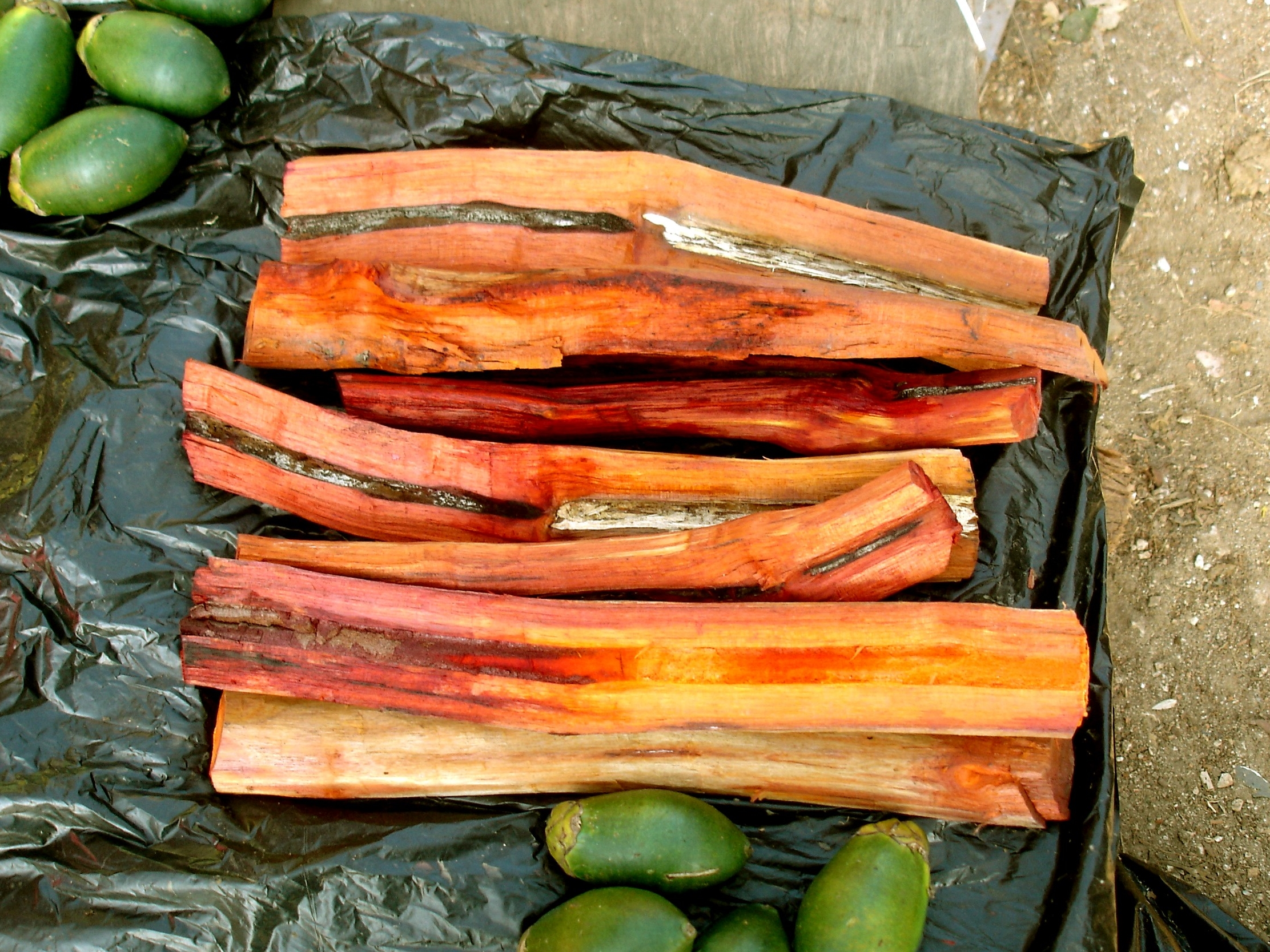
赤く染まった芯材

心材や莢からは赤色の染料ブラジリンが取れ、その色は蘇芳色と呼ばれる。飛鳥時代から輸入され、公家の衣服の染色に使用された。東南アジアと日本間の朱印船貿易でも交易品として扱われている。
漢方薬として駆瘀血、通経、月経不順、産後悪阻、閉経、鎮痛、抗炎症薬、腹痛、癰痛、打撲傷などに用いる。

## 別種
新大陸の近縁種にブラジルボクがある。ブラジルの中部と北部、西インド諸島に産する高木で、同様に色素成分のブラジリンを持つ。1500年に南米に上陸したポルトガル人はスオウとこの木を同種と考え、スオウのポルトガル名から地名をterra do brazil（ブラジルの国）と名付けた。
また、似た名の種にハナズオウがあるが、こちらは近縁ではない。ハナズオウは春先に咲く花を鑑賞する目的で栽培される花木であり、染料は採らない。